# Physalaemus fernandezae
Espèce
Synonymes
- Paludicola fernandezae Müller, 1926
- Physalaemus barbouri Parker, 1927

Statut de conservation UICN

 LC  : Préoccupation mineure
Physalaemus fernandezae est une espèce d'amphibiens de la famille des Leptodactylidae.

## Répartition

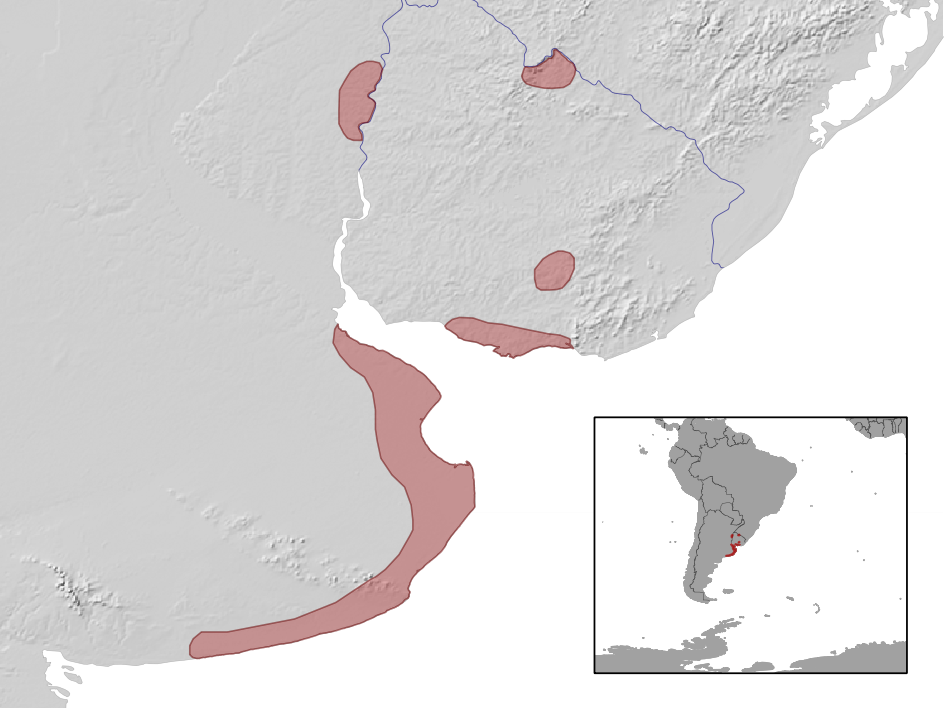
Répartition de l'espèce.

Cette espèce se rencontre jusqu'à 100 m d'altitude :
- en Argentine dans les provinces de Buenos Aires, de Corrientes et d'Entre Ríos ;
- en Uruguay.

## Étymologie
Cette espèce est nommée en l'honneur Mrs Fernándes, professeur d'université à La Plata.

## Publication originale
- Müller, 1926 : Neue Reptilien und Batrachier der Zoologischen Sammlung des Bayerrischen Staates. Zoologischen Anzeiger, vol. 65, p. 193–200.